# Adam F. Goldberg
Adam Frederick Goldberg (Filadelfia, 2 aprile 1976) è un produttore televisivo, produttore cinematografico e scrittore statunitense noto per essere il creatore e showrunner delle serie televisive Breaking In, Imaginary Mary, The Goldbergs e del suo spin-off Schooled.

## Primi anni e lavoro
Goldberg nacque da una famiglia ebrea  a Filadelfia, in Pennsylvania e visse nella vicina Jenkintown. I suoi genitori sono Beverly (nata Solomon) (nata l'8 ottobre 1943) e Murray Goldberg (25 settembre 1940 – 1 febbraio 2008); è il più giovane di tre maschi, con i fratelli Barry (nato il 15 ottobre 1969) ed Eric (nato il 18 agosto 1967).  Ha prodotto la sua prima opera teatrale, Dr. Pickup , nel 1992 all'età di 15 anni, e ha vinto il Philadelphia Young Playwrights Festival.  Si è diplomato alla William Penn Charter School nel 1994 per poi laurearsi presso la New York University nel 1998 in cinema e scrittura drammatica.
Nel 1995, aveva scritto oltre 50 spettacoli teatrali rappresentati in tutto il paese, tra cui il Sundance Playwrights Lab,  l'Illusion Theatre, il Greenwich Street Theatre, il Saint Marks Theatre, il Tada! Theatre, il Walnut Street Theatre e il Joseph Papp Theatre.
Nel 1995 è stato vincitore del premio Anne M. Kaufman Endowment ARTS per la scrittura di sceneggiature presso la National Foundation for the Advancement in the Arts Program.
È stato finalista per l'Osborn Award 1997 dell'American Theatre Critics Association per la sua opera teatrale One on One.
Il suo film drammatico The Purple Heart è stato prodotto dall'Institute for Arts and Education all'Annenberg Theatre, oltre ad aver vinto il primo posto al The Very Special Arts Playwriting Award, ed è stato prodotto al John F. Kennedy Center for the Performing Arts di Washington, DC

## Sceneggiatura
Il primo lavoro come scrittore di commedie di Goldberg è iniziato nel 2003 per la sitcom Still Standing, dove ha lavorato per quattro anni, finendo col diventare co-produttore. Dopo il suo primo anno in Still Standing, ha collaborato con Picture Machine, Triggerstreet e l'amico del college Kyle Newman per sviluppare la sceneggiatura di Fanboys. Dopo un anno, lo vendettero alla The Weinstein Company. La sceneggiatura è arrivata settima nella lista del 2005 per gli script non prodotti più popolari dell'anno.
Dopo il successo di Fanboys, Goldberg è stato assunto per scrivere le sceneggiature di The Jetsons, di un remake del 2007 di La vendetta dei nerd (1984) con Adam Brody (cancellato dopo tre settimane di riprese), di Alieni in soffitta e de Il Mago di Oz dei Muppet.  Ha anche trascorso un anno scrivendo How to Train Your Dragon della DreamWorks Animation, prima di passare a Monsters vs. Aliens: Mutant Pumpkins from Outer Space e, nel 2011, How to Train Your Dragon Christmas special, Gift of the Night Furia.
Attualmente sta adattando la graphic novel Seal Team 7 per il regista Shawn Levy e sta portando sullo schermo il libro Simon Bloom: Gravity Keeper per Walden Media. Goldberg ha anche prodotto diversi film, tra cui The Comebacks, Daddy Day Camp, Bobism, Jeff the Immortal e un remake di Night of the Living Dorks.

## Televisione
Per quanto riguarda la televisione, Goldberg ha collaborato con la società di produzione di Adam Sandler, Happy Madison, scrivendo quattro episodi pilota per varie reti. Nel 2010, Happy Madison lo ha presentato al regista di King of Kong Seth Gordon e insieme hanno creato la serie comica della Fox del 2011 Breaking In. Lo spettacolo è stato presentato come The Office meets The A-Team e, dopo un anno di sviluppo, è stato ripreso in serie. Prima di Breaking In, Goldberg ha anche scritto negli spettacoli Aliens in America, Secret Girlfriend, Voltron Force, I giorni di gloria di WordGirl e Kevin Williamson.
Nel 2011, Goldberg ha firmato un contratto triennale con Sony Pictures TV.  Durante questo tempo, Goldberg è stato un produttore della serie Community della NBC, durante lo sviluppo di nuovi progetti.
Nel 2012, Goldberg ha ottenuto il via libera per scrivere l'episodio pilota di uno spettacolo autobiografico sulla sua famiglia, intitolato How the F --- Am I Normal? e anche riunito con Fox su un pilota interpretato da AJ Michalka e Sean Giambrone. Lo spettacolo autobiografico è stato ripreso dalla ABC con un cambio di titolo: The Goldbergs.
Ha anche co-creato Imaginary Mary e la serie spin-off di The Goldbergs, intitolata Schooled, per l'ABC.

## Sgorbions
Il 22 luglio 2020 Adam F. Goldberg, insieme ad Uncle Louie, ha lanciato sul mercato delle monete da collezione degli Sgorbions (Garbage Pail Kids in originale). Le monete, distribuite in tiratura limitata, sono andate esaurite in pochi minuti. Queste monete hanno onorato alcuni tra i più famosi personaggi degli Sgorbions, come Ciro Vampiro, Weird Wendy e Wrappin Ruth (questi ultimi non hanno avuto un corrispondente italiano), e sono state concesse in licenza dal produttore originale, Topps.